# 寺岡慧
寺岡 慧（てらおか さとし、1944年 - ）は、国際医療福祉大学熱海病院病院長、同小田原保健医療学部長、東京女子医科大学名誉教授、日本移植学会理事長。

## 略歴
1970年8月東京大学医学部医学科を卒業する 。1981年4月東京女子医科大学第3外科助手となる。
1983年6月東京女子医科大学第3外科講師となる。
1989年2月東京女子医科大学第3外科助教授に就任する。
1992年7月東京女子医科大学第3外科教授に就任する。
2001年4月東京女子医科大学先端生命医科学研究所代用機器学教授を兼務する。
2005年4月東京女子医科大学大学院看護学研究科教授を兼務する。
2010年国際医療福祉大学熱海病院院長となる。
2012年4月より、小田原保健医療学部長に就任する。
2007年11月に、日本移植学会理事長に就任する。

## 専門分野
心臓、腎臓、膵臓の臓器移植や、腎不全・透析患者に対しての一般外科、血管外科とりわけ内シャント施術や人工血管の移植そして四肢血管再建術、消化器外科、血液浄化法などによる臓器の治療、肉腫など悪性腫瘍に対しての外科的治療を専門としている。